# Pałac w Antoninach
Pałac w Antoninach – wybudowany w XVIII w. przez Ignacego Malczewskiego w Antoninach.

## Historia
Pałac przebudowany według projektu architekta Franciszka Arveuf w 1897 r. w stylu neobarokowym został spalony w sierpniu 1919. Ostatnim właścicielem Antonin był Józef Mikołaj Potocki (1862–1922), który ożenił się z ks. Heleną Radziwiłłówną (1874–1959) i miał dwóch synów: Romana Antoniego (1893–1971) oraz Józefa Alfreda (1895–1968). Żoną Józefa Alfreda była Maria Potocka (1908–2003).

## Wyposażenie
Pałac słynął ze swej stadniny zarodowej koni arabskich oraz piwnic stanowiących kolekcję trunków o nieobliczalnej wartości. W pomieszczeniach pałacowych znajdowała się wielka kolekcja obrazów (m.in. Matejki i Fałata) oraz porcelany i książek. Józef Mikołaj Potocki opiekował się księgozbiorem sławuckim Sanguszków, który znacznie powiększył; w dobrach w Antoninach zgromadził około 20 tysięcy tomów oraz liczne dzieła sztuki. Trwający kilka dni pożar w sierpniu 1919 zniszczył doszczętnie cały pałac. W czasie pożaru pracownicy i część mieszkańców osiedla przenieśli zbiory dzieł sztuki, meble, bibliotekę i archiwum do pobliskich stajen i wozowni. W 1920 przewiezione zostały do Warszawy, częściowo przed wyprawą kijowską, częściowo zaś po podpisaniu rozejmu w wojnie polsko-bolszewickiej w październiku 1920.
Przeniesione zbiory uległy zniszczeniu w czasie powstania warszawskiego.

## Architektura
Wysoko podpiwniczony pałac wybudowany został na planie prostokąta. Po zespole pałacowym ocalały: brama wjazdowa z herbami: Pilawą Potockich i Pogonią Sanguszków, park krajobrazowy z XIX w., budynek kordegardy oraz stajnie. Przy pałacu znajdował się piękny ogród, opisany wierszem przez J. Głowackiego, wydanym w 1822 r. Spis roślin znajdujących się w ogrodzie wydrukowano w 1853 r. w Petersburgu. Następny, dokładniejszy, ukazał się w 1859 r. w Warszawie.

## Galeria

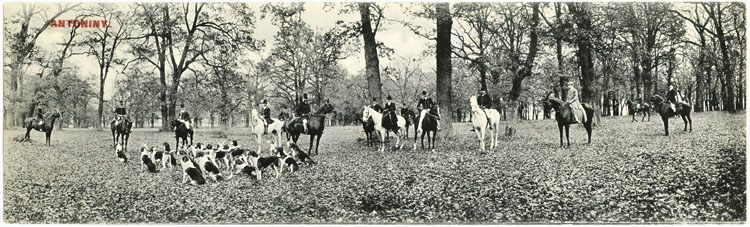
Szlachta podczas polowania w 1910 r.

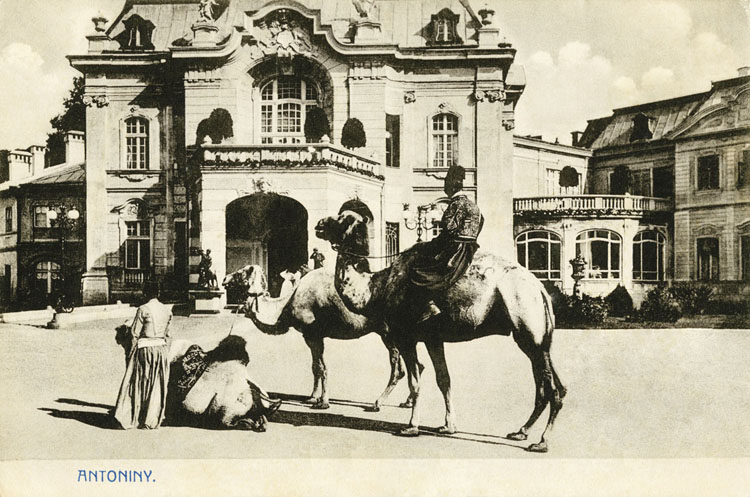
Karawana ze Wschodu przed pałacem w 1907 r.
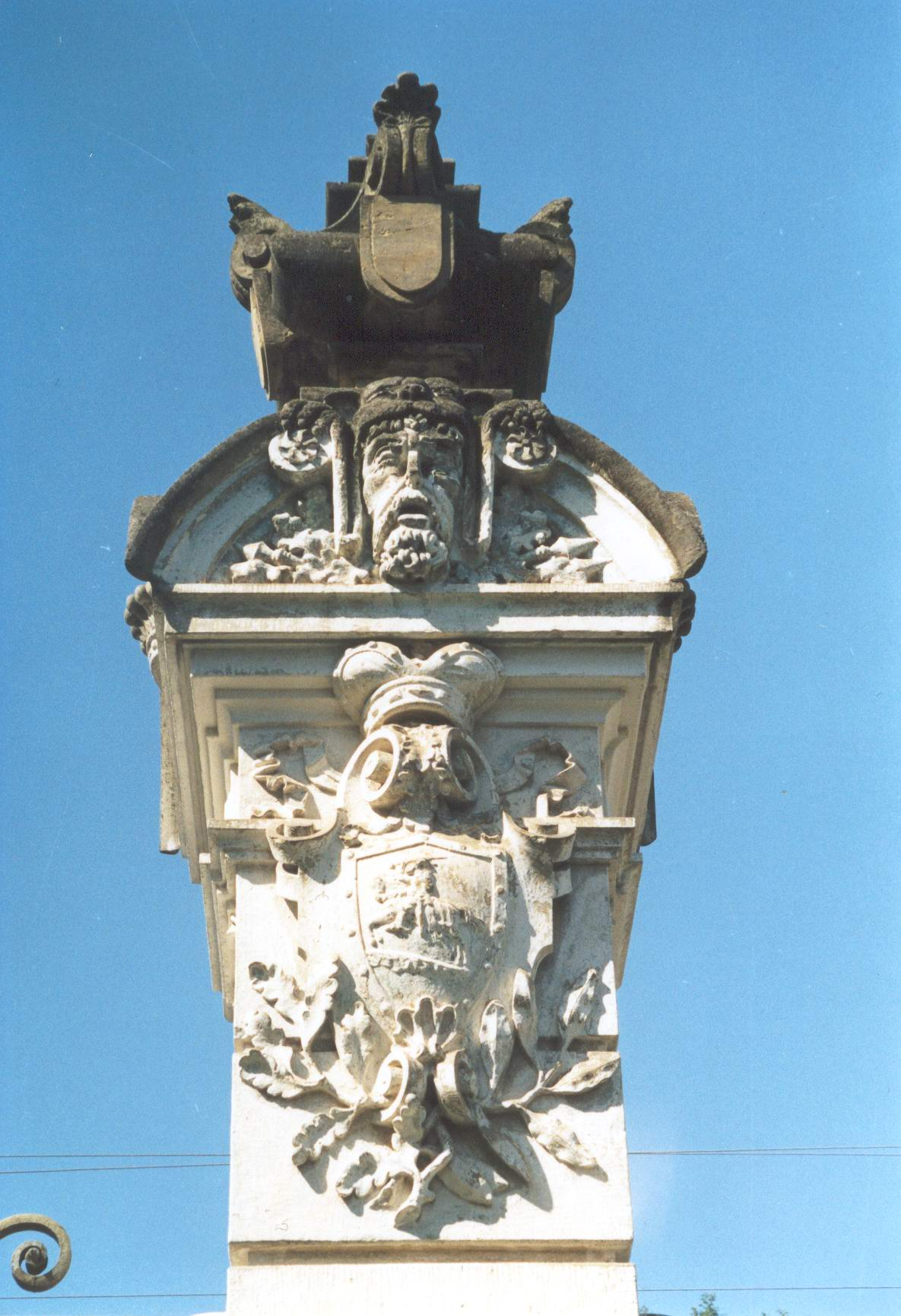
Filar
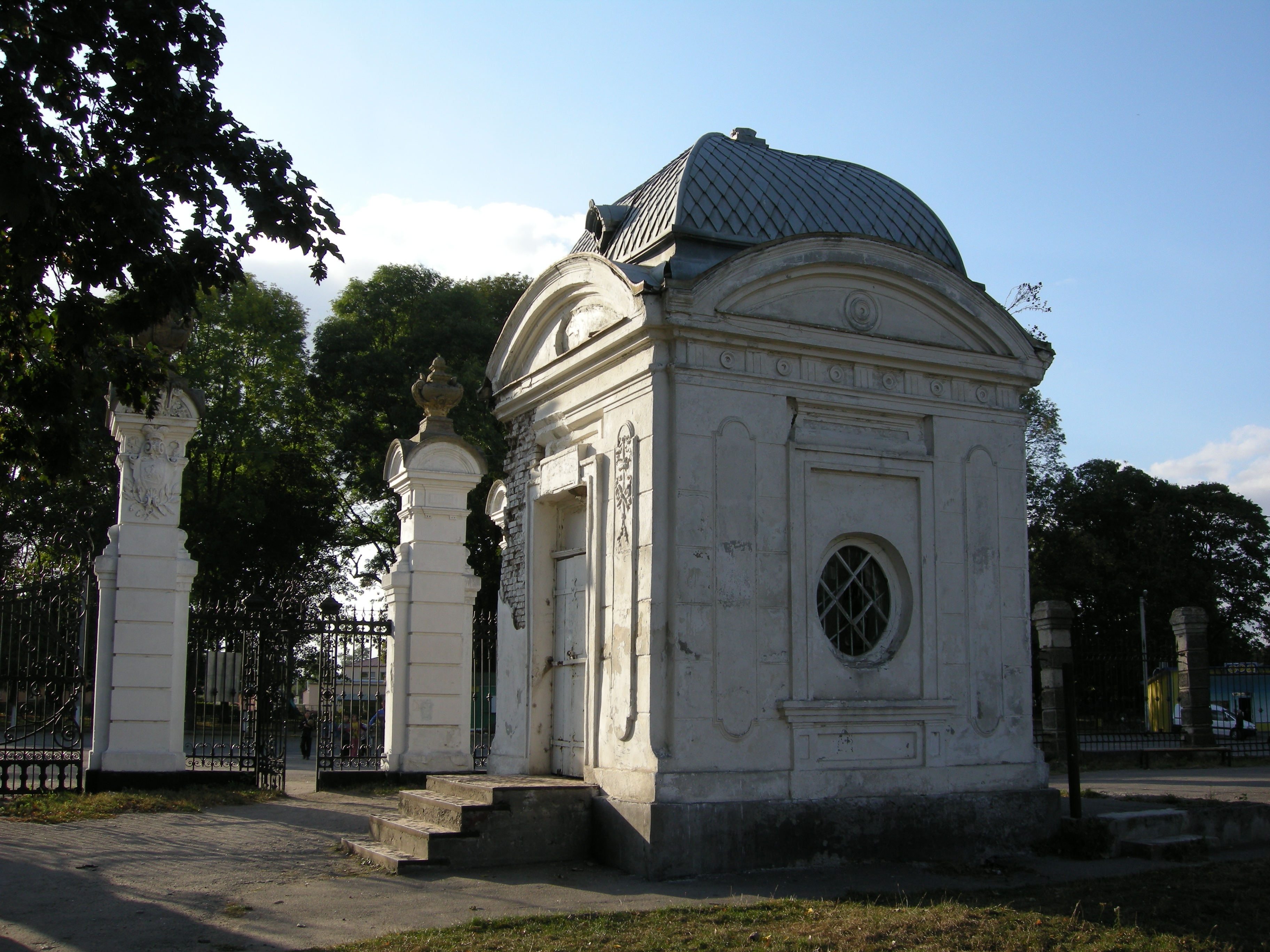
Budynek bramny
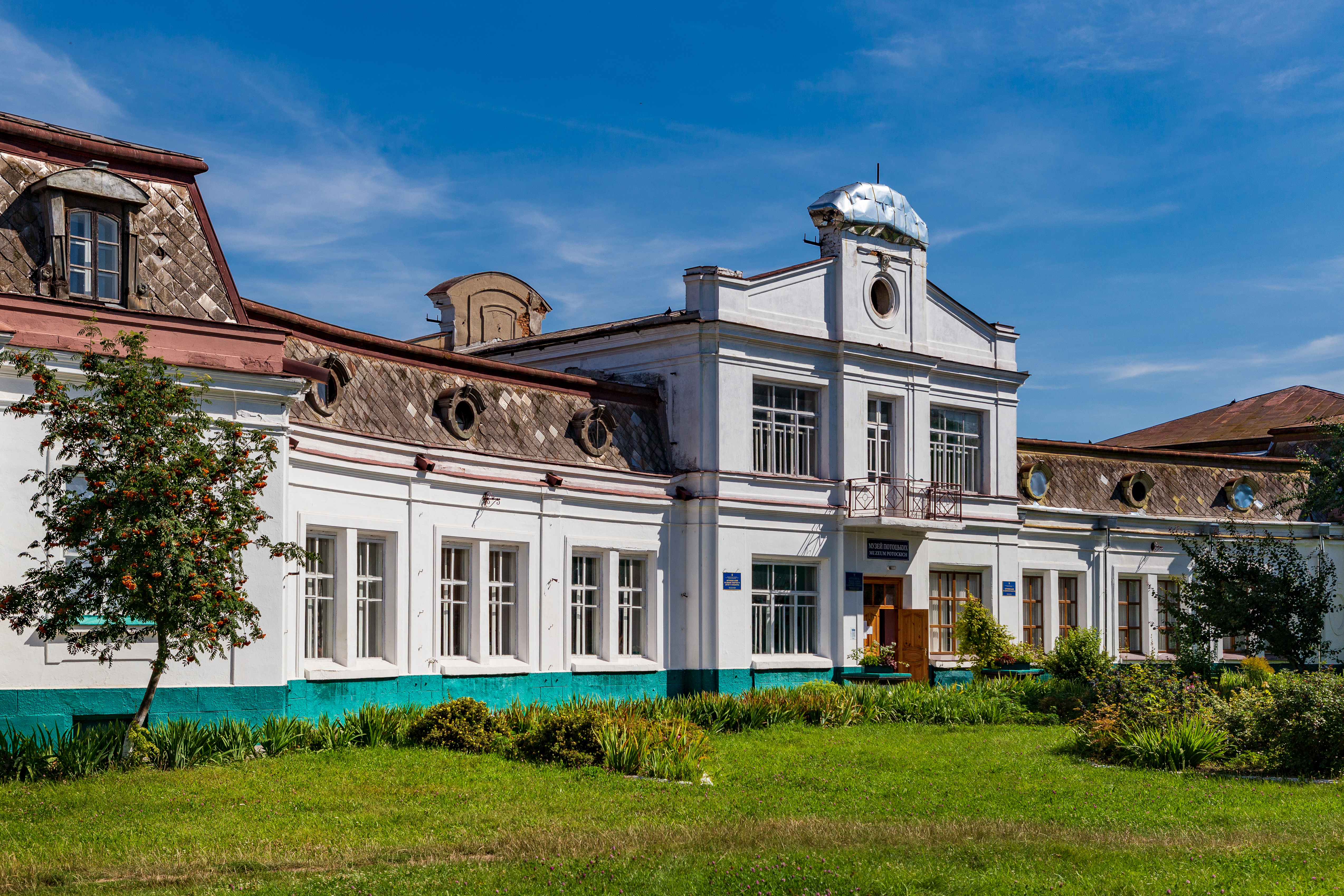
Wozownia
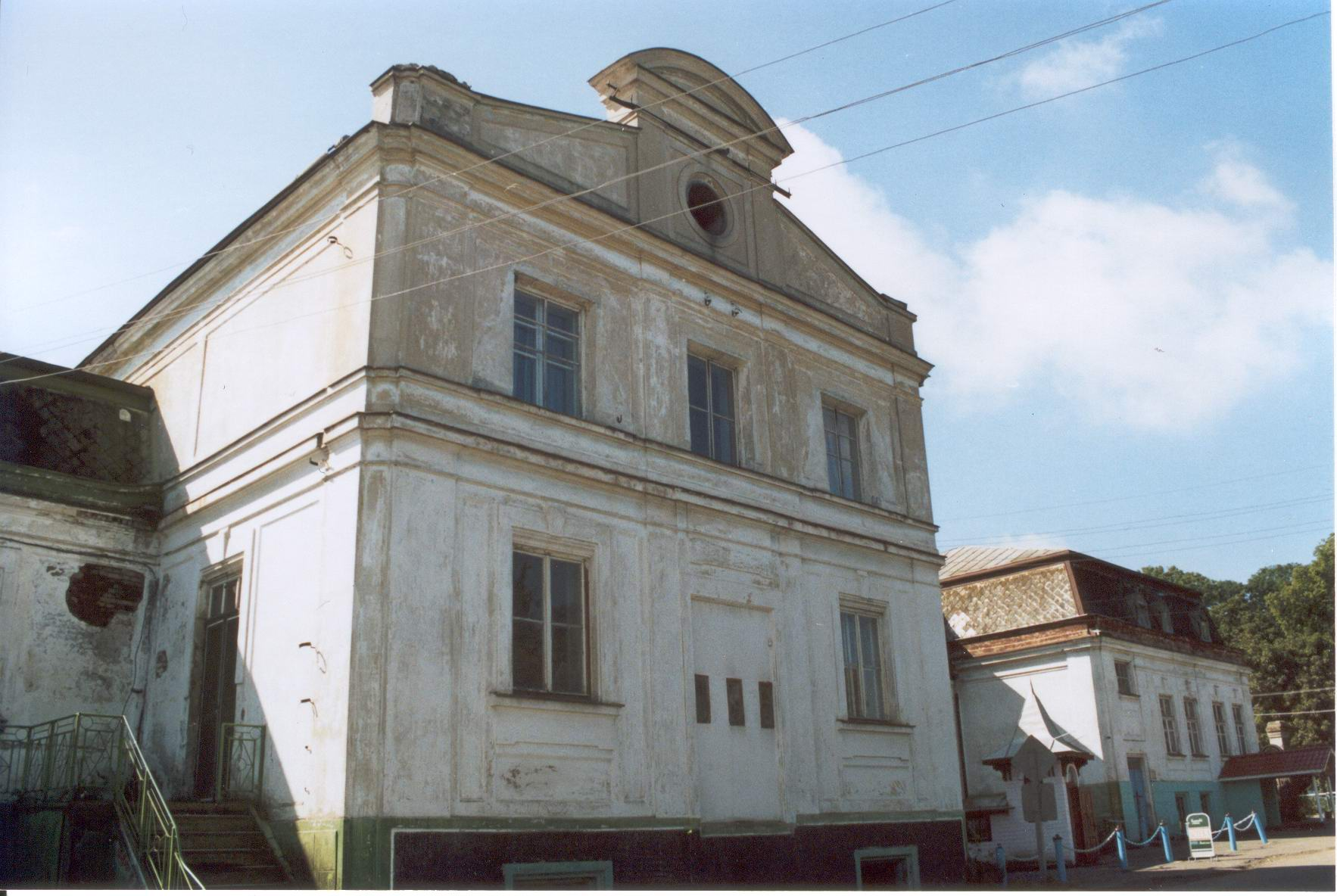
Wozownia od ulicy